# 莫吉利亞尼 (奧斯特羅赫區)
50°24′55″N 26°33′37″E / 50.41528°N 26.56028°E
莫吉利亞尼（烏克蘭語：Могиляни），是烏克蘭西北部的村莊，隸屬里夫內州的里夫內區。該村始建於1875年，面積1.93平方公里，海拔高度189米，2025年人口1,370，人口密度每平方公里708.7人。